# Seznam argentinskih generalov
Seznam argentinskih generalov.

## A
- Orlando R. Agosti
- Heriberto Ahrens
- Manuel L. Aleman
- Cayo Alsina
- Adolfo Alvarez
- Carlos María de Alvear
- Pedro Eugenio Aramburu
- Juan Arenales
- Carlos Armanini

## B
- Martín Balza
- Walter Barbero
- Manuel Belgrano
- Reynaldo Bignone
- Ricardo Brinzoni

## C
- Manuel Jorge Campos
- Ramón Camps
- Bartolomé de la Colina
- Ernesto Crespo

## D
- Basilio Lami Dozo

## F
- Juan Fabri
- Edelmiro Julián Farrell
- Hector Fautario

## G
- Leopoldo Galtieri
- Omar Graffigna

## H
- Juan Gregorio de Las Heras
- Augusto Hughes

## J
- José A. Julia

## L
- P. Castex Lainford
- Juan Lavalle

## M
- Jorge J. Manni
- Suarez Mason
- Carlos Mauriño
- Bartolome Mitre
- Rubén Montenegro
- Miguel Moragues
- Oscar Muratorio

## O
- Juan Carlos Onganía

## P
- Antonio Parodi
- Juan Paulik
- José María Paz
- Angel A. Peluffo
- Juan Pistarini
- Juan Pueyrredon

## R
- Pedro Pablo Ramírez
- Arturo Rawson
- Carlos A. Rey
- Julio Argentino Roca
- Martín Rodríguez
- Carlos A. Rohde
- José Rondeau

## S
- Cornelio Saavedra
- Alfredo Oscar Saint-Jean
- Jose de San Martin
- Eduardo Schiaffino
- Edmundo Sustaita

## U
- José Félix Uriburu
- Justo José de Urquiza

## V
- Alfredo Vedoya
- Juan José Viamonte
- Jorge Rafael Videla
- Roberto Eduardo Viola

## W
- Teodoro Waldner

## Z
- Pedro Zanni
- Guillermo Zinny
- Angel M. Zuloaga
- Martinez Zuviría